# Eugène Fiset

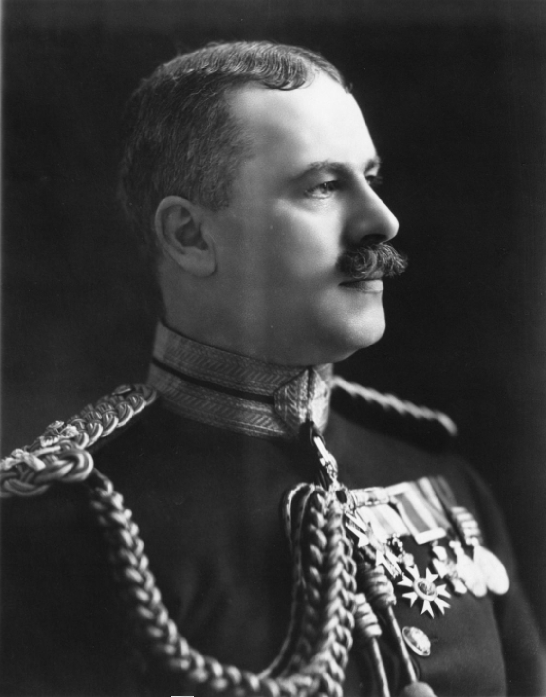
Eugène Fiset

Sir Marie-Joseph-Eugène Fiset, KCMG, DSO (* 15. März 1874 in Rimouski, Québec; † 8. Juni 1951 in Saint-Patrice-de-la-Rivière-du-Loup; genannt Eugène Fiset) war ein kanadischer Arzt und Politiker. Von 1924 bis 1939 war er liberaler Abgeordneter des kanadischen Unterhauses, danach amtierte er bis 1950 als Vizegouverneur der Provinz Québec.

## Biografie
Der Sohn des Unterhausabgeordneten und späteren Senators Jean-Baptiste Fiset absolvierte ein Medizinstudium an der Université de Laval, wobei er praktische Erfahrungen in Paris und London sammelte. Als Feldarzt nahm er 1899/1900 in Südafrika am Burenkrieg teil. Nachdem er 1901 sein Studium abgeschlossen hatte, stellte sich Fiset weiterhin in den Dienst der Armee und stieg bis in den Rang eines Generalmajors auf.
Von 1903 bis 1906 war Fiset Generaldirektor des Sanitätsdienstes des königlichen kanadischen Regiments, anschließend bis 1922 Vizeminister für die Milizen und die nationale Verteidigung. 1923 beendete er seine militärische Laufbahn. Als Kandidat der Liberalen Partei trat er 1924 mit Erfolg zu einer Nachwahl im Unterhaus-Wahlbezirk Rimouski an. Er vertrat somit denselben Wahlbezirk wie früher sein Vater.
Viermal in Folge gelang Fiset die Wiederwahl (1925, 1926, 1930 und 1935), wobei er im Parlament ein Hinterbänkler war, da er trotz der langen Regierungszeit der Liberalen nie ins Bundeskabinett berufen wurde. Generalgouverneur Lord Tweedsmuir vereidigte ihn am 30. Dezember 1939 als Vizegouverneur von Québec. Dieses repräsentative Amt übte er bis zum 3. Oktober 1950 aus.